# Бетел (Міннесота)
Бетел (англ. Bethel) — місто (англ. city) в США, в окрузі Анока штату Міннесота. Населення — 476 осіб (2020).

## Географія
Бетел розташований за координатами 45°24′13″ пн. ш. 93°16′30″ зх. д. / 45.40361° пн. ш. 93.27500° зх. д. (45.403527, -93.274932).  За даними Бюро перепису населення США в 2010 році місто мало площу 2,50 км², з яких 2,34 км² — суходіл та 0,16 км² — водойми. В 2017 році площа становила 2,70 км², з яких 2,54 км² — суходіл та 0,16 км² — водойми.

## Демографія
Згідно з переписом 2010 року, у місті мешкало 466 осіб у 174 домогосподарствах у складі 118 родин. Густота населення становила 186 осіб/км².  Було 192 помешкання (77/км²).
Расовий склад населення:
| - 95,3 % — білих - 0,9 % — чорних або афроамериканців - 0,4 % — азіатів - 0,2 % — вихідців з тихоокеанських островів |

До двох чи більше рас належало 2,4 %. Частка іспаномовних становила 2,1 % від усіх жителів.
За віковим діапазоном населення розподілялося таким чином: 23,2 % — особи молодші 18 років, 69,9 % — особи у віці 18—64 років, 6,9 % — особи у віці 65 років та старші. Медіана віку мешканця становила 34,3 року. На 100 осіб жіночої статі у місті припадало 119,8 чоловіків;  на 100 жінок у віці від 18 років та старших — 119,6 чоловіків також старших 18 років.
Середній дохід на одне домашнє господарство  становив 72 856 доларів США (медіана — 53 438), а середній дохід на одну сім'ю — 82 570 доларів (медіана — 60 750). За межею бідності перебувало 4,7 % осіб, у тому числі 7,1 % дітей у віці до 18 років та 0,0 % осіб у віці 65 років та старших.
Цивільне працевлаштоване населення становило 250 осіб. Основні галузі зайнятості: виробництво — 19,2 %, освіта, охорона здоров'я та соціальна допомога — 15,6 %, роздрібна торгівля — 11,2 %, будівництво — 11,2 %.